# Petri-Schule (Flensburg)

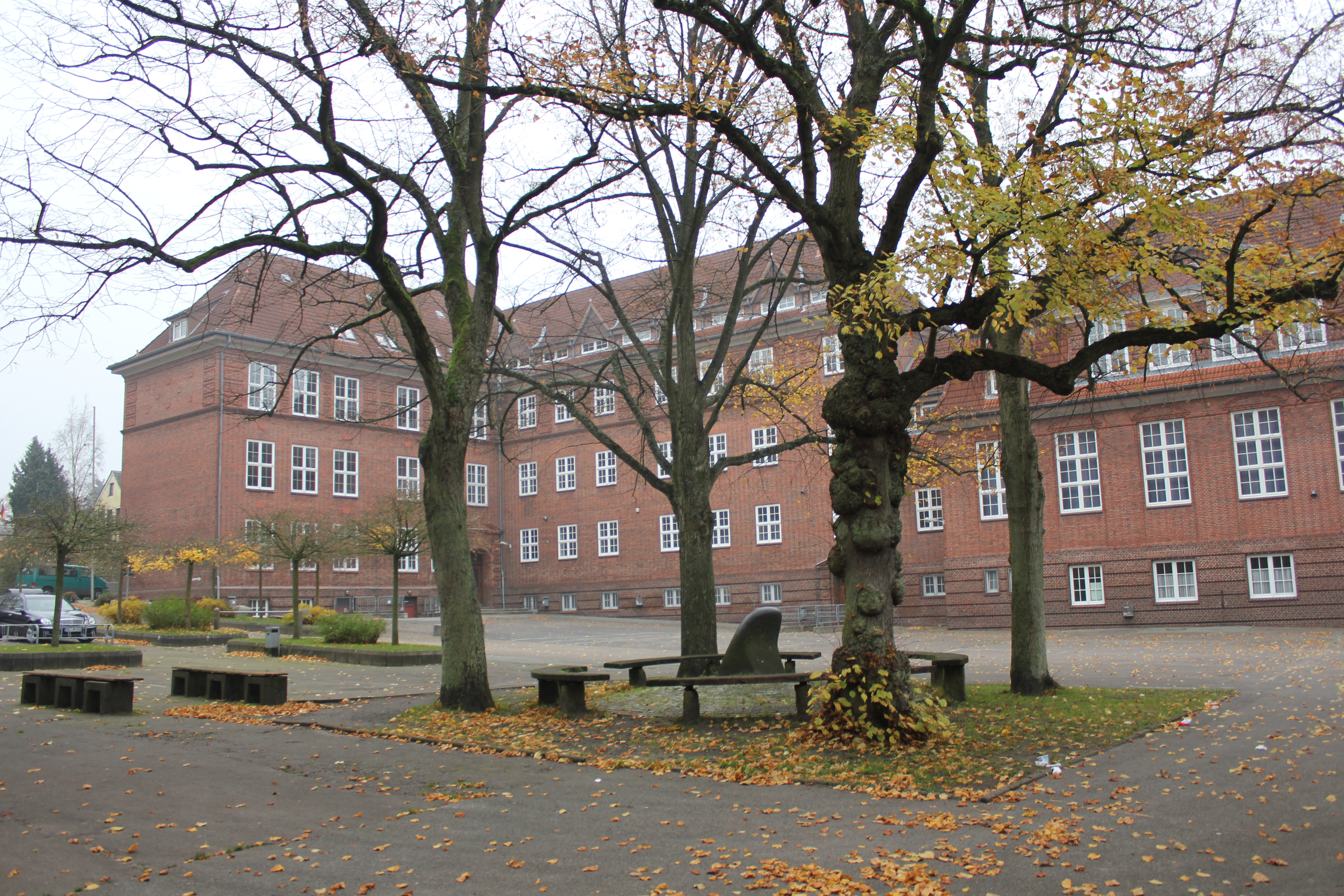
Petri-Schule im Jahr 2011

Die Petri-Schule (auch: St. Petrischule) in Flensburg-Nordstadt in der Apenrader Straße Nr. 164 gehört zu den Kulturdenkmalen der Stadt.

## Geschichte
Die Petri-Schule wurde 1914–1916 vom städtischen Hochbauamt, nach Plänen seines Leiters, des Architekten Paul Ziegler, im Stil des Heimatschutzes errichtet. Einige Jahre zuvor war die Kirche des Stadtteils, St.-Petri (1908/09), errichtet worden. Das Schulgebäude aus rotem Backstein erhielt eine L-förmige Gestalt. Der Nordteil besteht aus einem gewinkelten Klassentrakt mit Walmdach. Der Südteil diente ursprünglich als Turnhallentrakt. Der Schule vorgelagert befindet sich der Schulhof. Das aufwendig gestaltete Hauptportal der Schule, mit dem Schulnamen und dem Errichtungsdatum, befindet sich in der nördlichen Schulhofecke. Ein ursprünglich vorhandenes Uhrentürmchen, im Dachbereich der Schule, blieb nicht erhalten. Nach dem Bau einer separaten Turnhalle wurden im ursprüngliche Turnhallentrakt Klassenräume eingerichtet. Direkt gegenüber der Schule, in der Apenrader Straßer 111–113, wurde 1938 ein HJ-Heim gebaut, welches in Gestalt eines backsteinernen Zweiflügelbaus mit Satteldach gestaltet war (Lage). In der NS-Zeit trug die Petri-Schule den Namen „Horst-Wessel-Schule“, nach dem Nationalsozialisten Horst Wessel, dem Verfasser des Horst-Wessel-Liedes. Nach dem Zweiten Weltkrieg diente das Heimgebäude über Jahre als Jungenwohnheim und seit 1973 als Jugendaufbauwerksheim.
Die Petri-Schule diente noch um 2000 als eine Grund- und Hauptschule. Ungefähr um 2008 fusionierte die Hauptschule mit einer der städtischen Realschulen. Anfang der 2000er Jahre, diente im Übrigen das gegenüber der Schule liegende ehemalige HJ-Heim noch als ein Jugendaufbauwerk der Stadt. 2010 wurden bekannt, dass die Stadt den Verkauf des besagten Grundstückobjektes an Aldi zum Bau eines Supermarktes plante. Der Verkauf wurde noch im besagten Jahr durch die Ratsversammlung beschlossen. Diese Abriss- und Neubebauungspläne führten zu zahlreichen Beschwerden anwohnender Bürger, hinsichtlich der schlechten fußläufigen Erreichbarkeit des neuen Aldi-Marktes, einer höheren Verkehrsbelastung der Straße durch die Kunden des Marktes sowie einer möglichen Zerstörung des Stadtbildes. Um 2012 wurde das ehemalige HJ-Heim letztlich abgerissen und der geplante neue Supermarkt gebaut. Seit 2010 nutzt die HLA – Die Flensburger Wirtschaftsschule die Petri-Schule für Unterrichtszwecke. 2013 zog die ADS-Kindertagesstätte Sophiesminde, da kurz zuvor nicht mehr reparierbare Feuchtigkeitsschäden am Kindergartengebäude festgestellt worden waren, in Räume der Petri-Schule, die jedoch nur als Provisorium dienen sollten. Da ADS und Stadt sich nicht über Neubaupläne verständigen konnten, übernahm letztlich 2014 die Stadt Flensburg die Trägerschaft über den Kindertagesstätte Sophiesminde. Seit dieser Zeit kündigt die Stadt immer wieder die Errichtung einer neuen, größeren Kindertagesstätte für 130 Kinder am Rande der Petri-Schule an. Anfang 2018 wurden schon einmal einige Bäume für die geplante Kindertagesstätte gefällt, welche nach neuen Plänen bis Ende 2020 entstehen soll. Um 2018 kam auch noch die Hannah-Arendt-Schule als Teilnutzer der Schulklassenräume hinzu. Im Zuge der neuen Nutzung der Petrischule wurden unter anderem Ende 2017 die Schultoiletten saniert.